# 万暦帝
万暦帝（ばんれきてい）は、明の第14代皇帝。諱は翊鈞（よくきん）。廟号は神宗。諡号は範天合道哲粛敦簡光文章武安仁止孝顕皇帝。日本では一般的に治世の元号を取って万暦帝と呼ばれる。

## 生涯

### 万暦の中興
隆慶帝の第3子として生まれ、10歳で即位した。即位直後は主席大学士（宰相）張居正の手腕により、両税法にかわる一条鞭法の導入・無駄な官職の撤廃・全国的な検地・無用な公共事業の廃止などにより財政は好転し、大きな成果を上げた。また、張居正は幼い万暦帝の教育も行っていた。政治面でも厳格であった張居正は教育に於いてもとても厳しく、万暦帝が書物の暗誦を一言一句間違えるだけで激しい怒号を浴びせたといわれている。そんな張居正だったが、万暦帝は師として仰ぎ、張居正が風邪を引いた際は山椒などが入った薬湯を自身で調合して飲ませていたりもした。

### 堕落
しかし万暦10年に（1582年）に張居正が死去し、親政を始めると一転して堕落し、寵姫鄭貴妃の偏愛による立太子問題（詳しくは泰昌帝の項を参照）が起きた。また日本の豊臣秀吉が引き起こした朝鮮の役においては、宗主国として朝鮮を援助し、それ以外にも寧夏の哱拝の乱・播州の楊応龍の乱の鎮圧などによって、軍制の腐敗と相まって財政は悪化した。
さらに朝廷の中では、顧憲成が復興した東林書院を中心とする東林党と、魏忠賢ら宦官勢力と結んだ非東林党の争い（党争）が激化して宦官が跋扈するようになり、また満洲の女真もヌルハチの下で明の遠征軍を破るなど強大化して国事多難となった。
しかし万暦帝は相変わらず政治に関心を持たず、国家財政を無視して個人の蓄財に走った。官僚に欠員が出た場合でも給料を惜しんで、それを補充しないなどということを行い、このために一時期は閣僚が一人しかいない、あるいは地方長官が規定の半数しかいないなどという異常事態となった。
さらに悪化した財政への対策として（あるいは自らの貯蓄を増やすために）、全国に税監と呼ばれる宦官の徴税官を派遣して厳しい搾取を行った。この搾取に反対する民衆により税監たちがたびたび殺される事件が起こったが、万暦帝は最後まで廃止しようとはしなかった。
国家にとって不可欠な出費を惜しむ一方で、私的な事柄には凄まじい贅沢をした。例えば鄭貴妃の子である福王朱常洵を溺愛し、その結婚式のために30万両という金額を使っている。このことで民衆の恨みを買い、後に朱常洵は蜂起した李自成軍に捕らえられた時に残忍な殺され方をしている。
後半生では二十数年にわたって後宮にこもり、朝政の場には全く姿を現さなかったという。

## 評価

万暦帝の袞服（全身像）
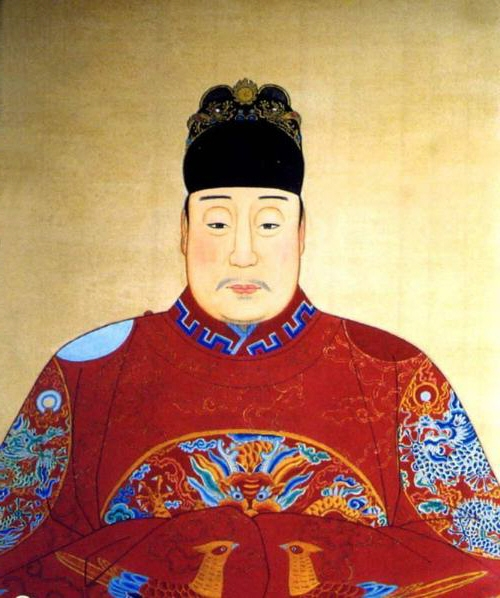
万暦帝の赤い袞服（半身像）
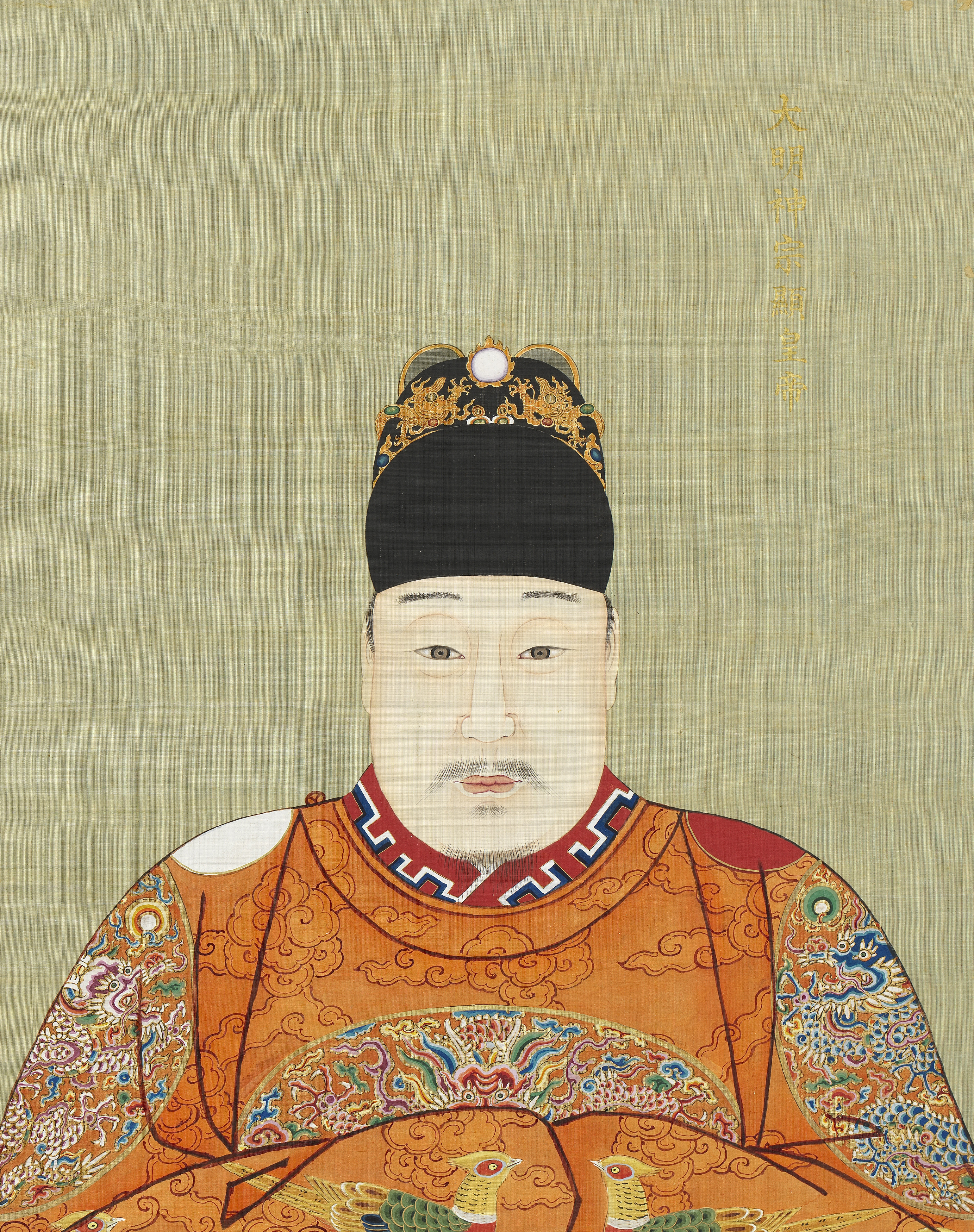
万暦帝の黄色の袞服（半身像）
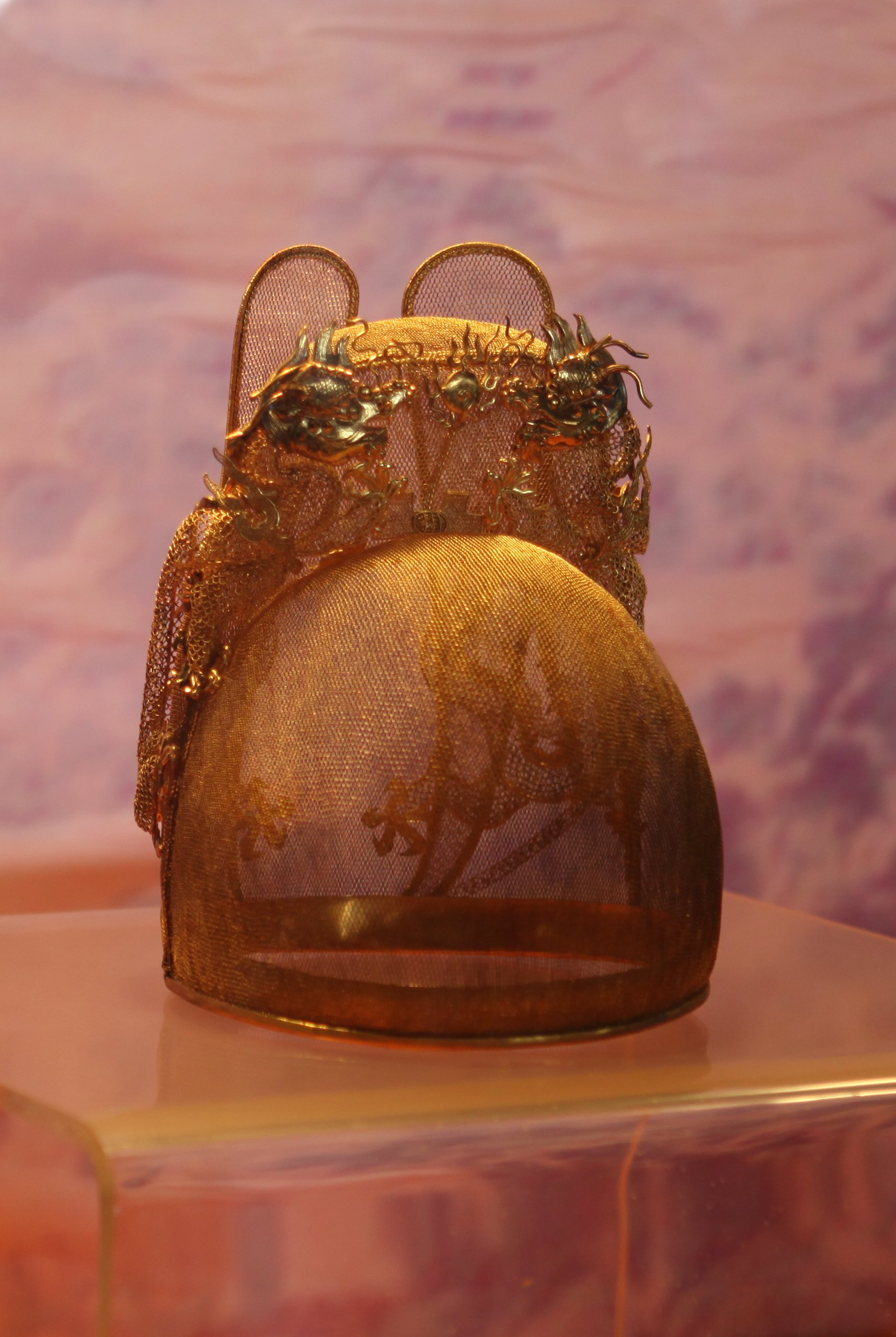
万暦帝の烏帽子（純金作）

万暦帝の治世は明の退廃と爛熟の時期であった。この時期に外国産の銀が大量に流入したことにより、経済界は好況に沸き、その影響で文化的には最盛期を迎え、景徳鎮における万暦赤絵などの陶磁器の名品が生まれた。万暦帝はこのことに気を良くしていたのだろうが、明の衰退は明白になっており、女真の力も増す一方であった。『明史』は「明朝は万暦に滅ぶ」と評している。
なお当時、過去の文献の修正を多々含むため毀誉褒貶の激しかった『本草綱目』の献上を受け、これを絶賛して出版への便宜を与えるなど、中国本草学の発展への寄与は大きい。
明の十三陵にある万暦帝の陵墓・定陵は、1956年5月より1年かけて発掘され、公開されている。これは、中国最初の学術的古代皇帝陵墓発掘であった。遺骸毛髪から血液型がAB型であることが判明した。明代史研究、考古学研究を前進させると同時に、考古技術が未熟な中での発掘であったため、大量の文物破壊を招いた。たとえば、密封状態で保存されていた衣服など繊維製品を、発掘後無造作に地上に放置したため、急速に酸化し変質・崩壊したのである。これ以後、中国政府は21世紀の今日まで古代皇帝陵墓の発掘を許可していない。文化大革命初期の1966年8月24日、旧思想・旧文化破棄を掲げる紅衛兵らにより定陵で「批判会」が開かれ、紅衛兵の弾劾演説の後、保存されていた万暦帝の亡骸は孝端顕皇后・孝靖太后の亡骸とともにガソリンをかけられ焼却された。

## 宗室
- 正室：孝端顕皇后 王喜姐
  - 長女：栄昌公主 朱軒媖 - 楊春元に降嫁した。崇禎末、公主を亡くしていた楊春元は南京へ出奔した。
- 側室：皇貴妃王氏（孝靖皇太后）
  - 長男：泰昌帝 朱常洛
  - 四女：雲夢公主 朱軒嫄[6] - 早世した。
- 側室：皇貴妃鄭氏（孝寧太皇太后）
  - 次男：邠哀王 朱常漵[7] - 産褥死した。
  - 三男：福恭王 朱常洵
  - 四男：沅懐王 朱常治（中国語版） - 夭折した。
  - 二女：雲和公主 朱軒姝（中国語版）[6] - 早世した。
  - 六女：霊丘公主 朱軒姚（中国語版）[7] - 5カ月で夭折した。
  - 七女：寿寧公主 朱軒媁（中国語版） - 鍾愛された娘で冉興譲に降嫁した。傲慢な乳母が家法を振りかざして冉興譲を殴打し、公主が泣いて父母に訴えて自分も処罰された話がある。
- 側室：皇貴妃李氏（孝敬太皇太后）
  - 六男：恵王 朱常潤（中国語版）
  - 七男：桂端王 朱常瀛
- 側室：端妃周氏
  - 五男：瑞王 朱常浩
- 側室：栄妃王氏
  - 三女：静楽公主 朱軒嬀[8] - 1歳で夭折した。
- 側室：徳妃許氏
- 側室：順妃李氏
  - 八男：永思王 朱常溥（中国語版）[9] - 夭折した。
  - 十女：天台公主 朱軒媺[7] - 8カ月で夭折した。
- 順妃常氏[6]
- 昭妃劉氏
- 宜妃楊氏[6]
- 側室：僖妃王氏[6]
- 側室：和嬪梁氏
- 側室：徳嬪李氏
  - 五女：仙居公主 朱軒姞[10] - 5カ月で夭折した。
  - 八女：泰順公主 朱軒姫[7] - 夭折した。
  - 九女：香山公主 朱軒嬁[7] - 9カ月で夭折した。
- 側室：栄嬪李氏
- 側室：慎嬪魏氏
- 側室：敬嬪邵氏
- 側室：順嬪張氏
- 側室：悼嬪耿氏[11]
- 側室：侍御胡氏

## 登場作品
テレビドラマ
- 『不滅の李舜臣』（韓国・2004年）演：チャン・タイソン
- 『大明王朝 〜嘉靖帝と海瑞〜』（中国・2006年）演：穆泓屹
- 「万暦首輔張居正」（中国・2010年、日本未公開）演：梅年佳(青年期)・王琦(少年期)
- 「大明嬪妃」（中国・2010年、日本未公開）演：趙家林（中国語版）